# Гура, Виктор Васильевич
Виктор Васильевич Гура́ (1 июня 1925 — 17 ноября 1991) — советский литературовед писатель. Заслуженный деятель науки РСФСР. доктор филологических наук. Профессор. Шолоховед. Участвовал в Великой Отечественной войне.

## Биография
Родился 1 июня 1925 года в городе Николаевске Царицынской губернии в семье бухгалтера, там же прошло детство будущего писателя. Отец, Василий Гаврилович, происходил из украинцев, переселённых на Волгу. Мать, Анна Андреевна (урождённая Фишер), происходила из поволжских немцев.
Гура рано пошёл в школу и закончил её в 1942 году. Будучи старшеклассником, печатался в местных газетах. В это же время пытался сочинять стихи. Заметный след в его жизни оставила встреча с Михаилом Шолоховым, которая определила дальнейшие интересы Виктора. Знакомство это состоялось благодаря дочке Шолохова Светлане, которая была одноклассницей Виктора. Именно Шолохову он показывал свои первые писательские труды.
После окончания школы поступил в Саратовский университет. Его преподавателями были люди, чьи имена в то время составляли славу русской литературоведческой науки.
Вскоре ему пришлось бросить учёбу и пойти в декабре 1942 года на фронт. В 1944 году был тяжело ранен. После лечения продолжил службу, снова воевал на 3-м Белорусском фронте артиллеристом, участвовал во взятии Кёнигсберга, а после победы над Германией был отправлен в Маньчжурию. В январе 1946 года вернулся в университет для окончания учёбы.
Во время обучения в университете у Виктора проявился серьёзный интерес к творчеству Михаила Шолохова. Он начинает сбор библиографических материалов, посвящённых жизни и творчеству известного писателя. Итогом этой деятельности стал выход в свет книги «Михаил Александрович Шолохов. Биобиблиографический справочник» (1950).
Наконец, в 1949 году, Виктор Васильевич окончил университет и, в августе того же года, вместе с женой по назначению приехал в Вологду. Здесь на кафедре литературы Вологодского государственного педагогического института начинается его трудовая деятельность. От аспирантуры ему пришлось отказаться, чтобы материально поддержать мать, которая после гибели отца на фронте осталась одна с двумя детьми.
Параллельно с преподаванием, Гура продолжает заниматься творчеством Шолохова, публикуя свои работы. Одновременно с этим работает над книгой «Русские писатели в Вологодской области». Книга вышла в 1951 году, она открывает читателю поэта Василия Красова, поэзия которого пользовалась широкой популярностью у современников. В дальнейшем Виктор Васильевич пишет ещё несколько книг о других уроженцах Вологодской области.
В 1953 году защитил кандидатскую диссертацию, тема которой связана с творчеством Михаила Шолохова и его произведением «Тихий Дон». В 1955 году выходит ещё одна книга о Шолохове.
В 1956 Гура становится членом союза писателей СССР. Это приводит к появлению в Вологде писательской организации. Много печатается в центральных изданиях, разрабатывает новые учебные курсы, которые связаны со спецификой литературоведения как науки, особенно источниковедения и библиографии.
С 1964 года Виктор Васильевич Гура является заведующим кафедрой русской и зарубежной литературы в Вологодском педагогическом институте. Тут своё развитие получают его организаторские способности. Из разных городов и республик страны в Вологду на конференцию приезжают литературоведы. Министерство утверждает постоянно функционирующее межвузовское научно-методическое объединение, которое ежегодно выпускало сборники «Проблемы реализма».
В 1968 году стал доктором наук, защитив докторскую диссертацию. Данная работа освещала историю русского советского романа. В продолжении тематики, в 1973 году им опубликована монография «Роман и революция». В ней идёт речь о проблемах формирования и развития жанра романа в 20-е годы. Критика высоко оценила данную книгу, отметив её новаторский характер.
В 1980 году из под пера писателя вышла ещё одна книга, связанная с творчеством Михаила Шолохова, посвящённая одному из главных произведений писателя — «Тихому Дону». Книга также получила высокую оценку критиков, являясь достойным ответом тем авторам, которые отвергали авторство Шолохова над «Тихим Доном», хотя в открытую полемику с ними Виктор Васильевич никогда не вступал.
На протяжении всего этого времени Виктор Васильевич не перестаёт заниматься научно-методической деятельностью. Он участвует в создании учебников и программ для высшей школы. Одновременно, в качестве критика, активно откликался на наиболее заметные явления современного литературного процесса в журналах и газетах.
В последние годы жизни Гура занимается историей своего родного края, получившей освещение в его книге «Хлеб да соль». Воспоминания детства породили другое сочинение — «Под кожушком». Книгу он заканчивал уже в больнице в конце 1991 года, но завершить немного не успел. Также нереализованной осталось его давняя мечта написать о своих товарищах, которые погибли в Великой Отечественной войне.
Находясь в Минске, Виктор Васильевич Гура скоропостижно скончался 17 ноября 1991 года. Похоронен в Минске.

### Семья
Жена — Ирина Викторовна, защитила кандидатскую диссертацию по творчеству Алексея Николаевича Толстого. Сын Александр (род. 1950) — филолог-славист; дочь Наталья (род .1955).

## Награды
Во время Великой Отечественной войны был награждён орденами и медалями, среди которых два ордена Красной Звезды, медали «За боевые заслуги», «За взятие Кенигсберга», «За победу над Японией».
За трудовую деятельность Виктор Васильевич награждён двумя орденами Трудового Красного Знамени и медалью имени Ушинского. В 1985 году получил звание заслуженного деятеля науки РСФСР.

## Основные работы
- Михаил Александрович Шолохов: Биобиблиографический справочник. Саратов, 1950. (Саратовский гос. университет, Научное студенческое общество). 78 с.
- Русские писатели в Вологодской области. Вологда, 1951. 206 с.
- Жизнь и творчество Шолохова. М., 1955. 208 с.; 2-е изд.: М., 1960. 272 с.
- М. А. Шолохов: Семинарий. Л.,1958. 320 с. (В соавторстве с Ф. А. Абрамовым); 2-е изд.: Л., 1962. 384 с.
- Жизнь и книги дяди Гиляя. Вологда, 1959. 56 с.
- Евгений Пермяк: Критико-биографический очерк. М.: Детгиз, 1962. 96 с. 2-е изд.: М.: Детская литература, 1982. 126 с.
- Из родников жизни: (О писателях-вологжанах). Архангельск, 1964. 247 с.
- Правда жизни и мастерство художника: (К 60-летию М. А. Шолохова). М., 1965. 48 с.
- Роман и революция: Пути советского романа, 1917—1929. М.: Советский писатель, 1973. 400 с.
- Как создавался «Тихий Дон»: Творческая история романа М. Шолохова. М.: Советский писатель, 1980. 440 с.; 2-е изд.: М., 1989. 461 с.